# Station Deux-Montagnes
Cet article concerne la gare. Pour la ville de Deux-Montagnes, voir Deux-Montagnes. Pour les autres significations, voir Deux-Montagnes (homonymie).
La station Deux-Montagnes est une station du Réseau express métropolitain située dans la ville du même nom où passait le train de banlieue de la ligne Deux-Montagnes.
La gare est fermée en 2020 afin de permettre la réalisation du Réseau express métropolitain dont elle deviendra une station.

## Correspondances

### Autobus

#### Exo Laurentides[3]
| Circuit | Destinations                                                  | Tracé | Horaires |
| ------- | ------------------------------------------------------------- | ----- | -------- |
| 80      | Terminus Saint-Eustache – Pointe-Calumet                      | Tracé | Horaires |
| 88      | Terminus Saint-Eustache – Sainte-Thérèse                      | Tracé | Horaires |
| 89      | Terminus Saint-Eustache – Gare Deux-Montagnes                 | Tracé | Horaires |
| 90      | Terminus Saint-Eustache – Secteurs Arthur-Sauvé et Industriel | Tracé | Horaires |
| 92      | Terminus Saint-Eustache – Secteurs centre                     | Tracé | Horaires |
| 744     | Express d’Oka                                                 |       |          |